# Lijst van wijnstreken in Argentinië

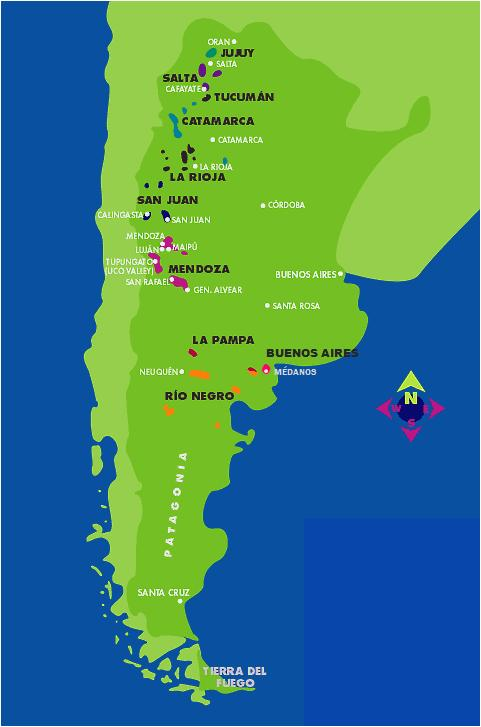
Wijngebieden Argentinië

Argentinië is reeds lang een wijnproducerend land. De wijncultuur gaat terug tot de 16e eeuw. De Spaanse veroveraars en kolonisten vonden de uitlopers van de Andes ideaal voor de wijnbouw. Reeds toen legden ze dammen en irrigatiekanalen aan, omwille van het droge en hete klimaat, en legden zo de basis van de moderne wijnbouw.
De kolonisten die in de 18e eeuw kwamen met name uit Frankrijk, Spanje en Italië, brachten Europese wijnstokken, alsook hun ervaring mee. Zij creëerden de basis voor de verschillende wijnstijlen die men hier vindt.

## Wijnstreken
De tien wijnbouwgebieden liggen bijna allemaal in een smalle strook land ten oosten van de Andes, die zich uitstrekt van de 25e breedtegraad in de Cafayatevallei tot de 40e breedtegraad.
- Jujuy
- Salta
- Cafayate
- Tucumán
- Catamarca
- La Rioja
- San Juan
- Mendoza: het grootse en belangrijkste wijnbouwgebied: ze leveren 2/3de van de wijnen van het land
- La Pampa
- Rio Negro